# Mill Hill

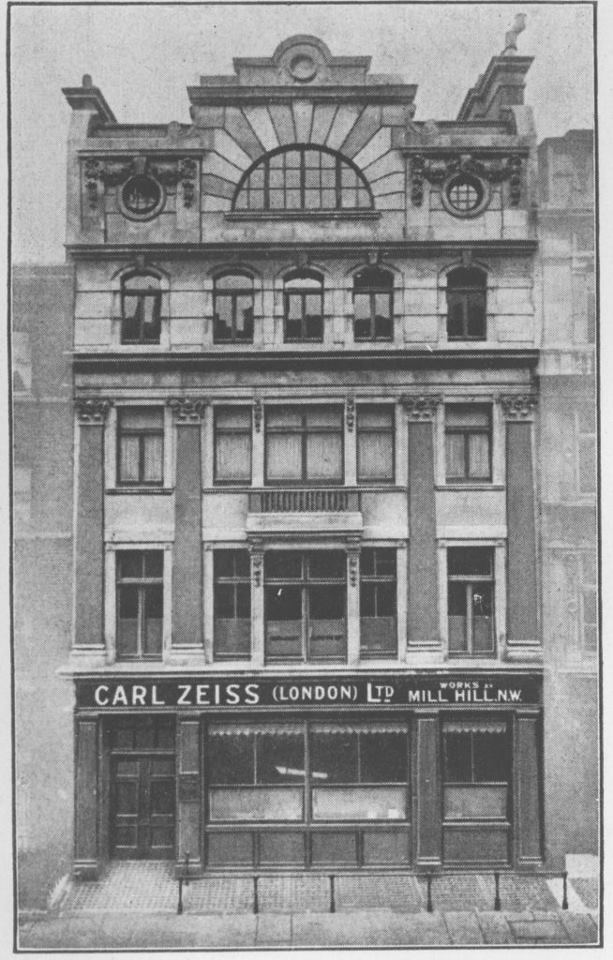

Mill Hill is een wijk in het Londense bestuurlijke gebied Barnet, in de regio Groot-Londen.
Mill Hill is bekend van:
- Erebegraafplaats Mill Hill
- Het moederhuis van de Missionarissen van Mill Hill.